# ایکس‌ال رکوردینگز
ایکس‌ال رکوردینگز (به انگلیسی: XL Recordings) یک ناشر موسیقی مستقل بریتانیایی است که توسط تیم پالمر، ریچارد راسل و نیک هالکز در سال ۱۹۸۹ و برای انتشار موسیقی الکترونیک دنس و ریو به وجود آمد.ایکس‌ال خیلی سریع تبدیل به یکی از بزرگ‌ترین و از لحاظ اقتصادی موفق‌ترین ناشران موسیقی جهان شد.هم اکنون این ناشر از سبک‌های مختلف موسیقی پشتیبانی می‌کند.
از سال ۱۹۹۰ که ایکس‌ال سبک‌های دیگری مانند فریک فولک، آلترنیتیو راک، هیپ هاپ و گاراج بریتانیا را نیز منتشر می‌کند هنرمندان مختلفی از طیف گسترده‌ای با این برند همکاری کرده‌اند:
- ادل
- بک
- گوریلاز
- دیمن آلبارن
- ام.آی.ای.
- ردیوهد
- تام یورک
- ومپایر ویکند

## پیوند به خارج
- سایت رسمی